# Banyuls (VDN)

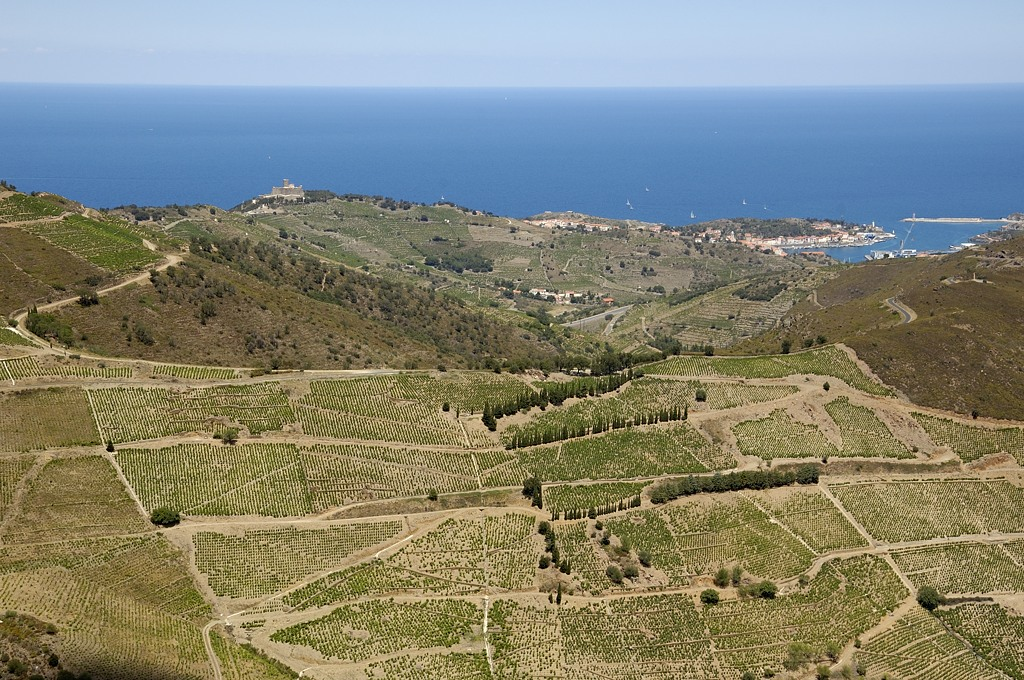
Weinberge im Hinterland von Banyuls-sur-Mer

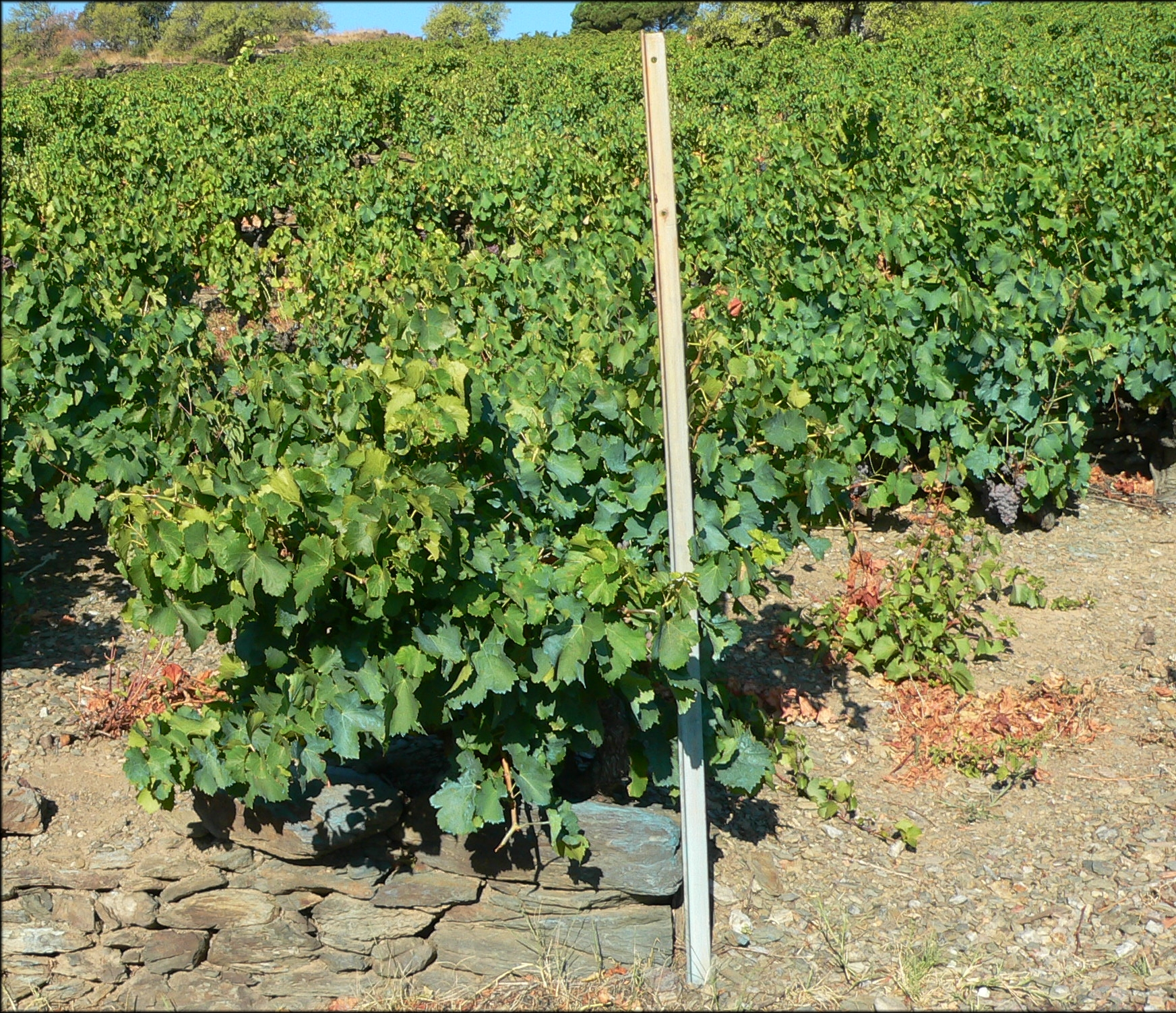
Weinreben bei Banyuls

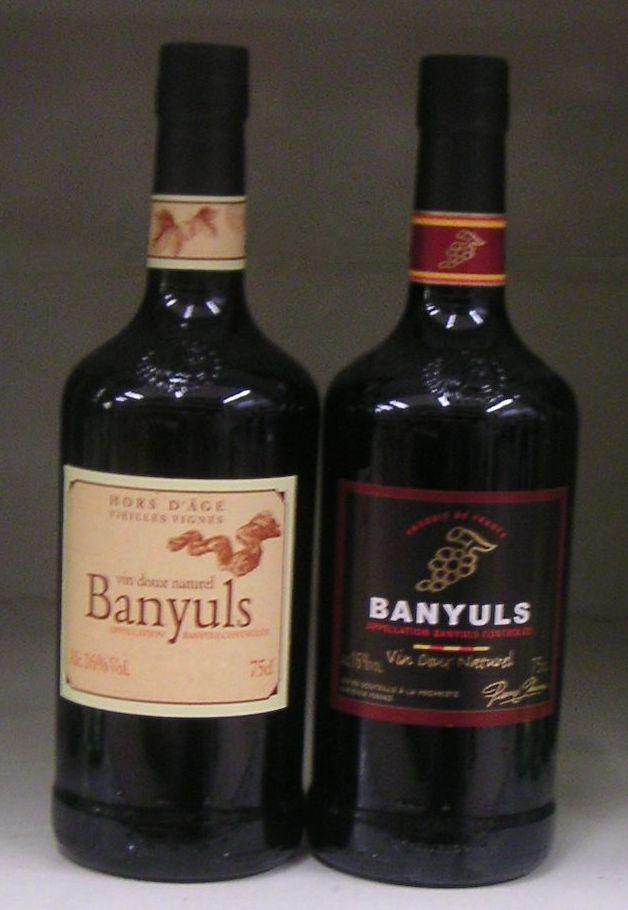
Banyuls in typischen Schulterflaschen (ampolles)

Banyuls (AOC) ist ein Süßwein aus Frankreich, der an den steilen Hanglagen im Hinterland der Côte Vermeille um die kleine Stadt Banyuls-sur-Mer herum gedeiht und meist in kleinen Kellereien ausgebaut wird. Er darf nur in den vier Gemeinden Banyuls-sur-Mer, Cerbère, Collioure und Port-Vendres im Anbaugebiet Roussillon hergestellt werden, wo sich die Pyrenäen oder genauer das Massif des Albères und das Mittelmeer treffen. Die gesamte Rebfläche umfasst nicht mehr als ca. 1400 Hektar.
Der Banyuls gehört zur Familie der Vin Doux Naturel (VDN) und ist somit ein Likörwein. Aus den nicht zur Likörweinproduktion genutzten Trauben kann der Collioure (AOC) hergestellt werden, soweit die Weine die Regularien erfüllen. Die Grenzen dieser Appellation sind identisch mit der von Banyuls.

## Boden und Rebsorten
Die Weinreben stehen auf sehr kargem und mineralischem Schieferboden, der nur sehr niedrige Erträge zulässt. Die Hauptrebsorte ist Grenache. Mindestens 50 Prozent Grenache müssen in einem Wein enthalten sein, der sich Banyuls nennen darf. Für einen Banyuls „Grand Cru“ müssen es 75 Prozent sein. Andere Rebsorten sind: Macabeo, Torbato (hier Malvoisie du Roussillon genannt), Muscat blanc à petits grains, Muscat d’Alexandrie, Carignan, Cinsault und Syrah. Der Ertrag darf 30 hl pro Hektar nicht überschreiten.

## Herstellung
Es werden überreife Trauben geerntet, die bereits am Rebstock rosinenartig zusammenschrumpfen können (vergleichbar mit der Reifestufe einer deutschen Trockenbeerenauslese). Um den natürlichen Zucker der Trauben zu erhalten, wird die Maischegärung durch Zugabe von Alkohol gestoppt. Dabei wird der Wein auf mindestens 15 Prozent, maximal 22 Prozent Alkohol „aufgespritet“. Ein Nebeneffekt ist, dass durch den höheren Alkoholgehalt die Farb- und Geschmacksstoffe aus der Traubenschale schneller extrahiert werden. Danach muss der Banyuls für mindestens zehn Monate in großen Eichenholzfässern (barriques) reifen; für den „Grand Cru“ müssen es mindestens dreißig Monate sein.
Ziel ist es häufig, den goût du rancio (den Rancio-Geschmack) zu erzielen. Durch den oxidativen Ausbau im Fass oder im Gärballon wird der Wein allen Klimaschwankungen ausgesetzt. Durch die Kälte im Winter und die Hitze im Sommer altert der Wein schneller und wird zunehmend braun (dies gilt im Übrigen sowohl für den Weiß- wie auch den Rotwein, die sich im Alter farblich kaum noch unterscheiden). Er schmeckt sehr üppig nach Rosinen, Nüssen und Pflaumen und hat einen langen und trotz Restsüße recht trockenen Abgang. Die Banyuls-Weine eignen sich nicht nur als Dessertwein, sondern auch zum Aperitif.